# Марамбіо (антарктична станція)
Марамбіо (ісп. Base Marambio) — аргентинська цілорічна антарктична станція.
Станція була відкрита 29 жовтня 1969 року на острові Сеймур і названа на честь льотчика Густаво Архентіно Марамбіо, що перелетів через Антарктиду.
Населення — близько 50 людей взимку, і більше 150 літом. Це головна аргентинська станція в Антарктиці, за сто кілометрах розташована інша станція — Есперанса.
На станції — лабораторія і метеорологічна станція (довжина 1,2 км і ширина 30 м).
З метою економії мазуту на місцевих електростанціях, в 2010 році були встановлені вітрогенератори.